# Tchéquie au Concours Eurovision de la chanson 2015
La Tchéquie a annoncé sa participation au Concours Eurovision de la chanson 2015 à Vienne, en Autriche le 19 novembre 2014, revenant ainsi au Concours après cinq ans d'absence.

## Sélection
Les chanteurs Marta Jandová et Václav Noid Bárta, représentants de la  Tchéquie au Concours Eurovision de la chanson sont présentés le 1er février 2015 à la suite d'une sélection interne. Ils interpréteront une chanson intitulée Hope never dies, présentée le 10 mars 2015, sur la scène du Concours,.

## À l'Eurovision
La Tchéquie participa à la seconde demi-finale. Elle y termine 13e avec 33 points, ce qui ne lui permet pas de se qualifier en finale.